# Ундольский (посёлок)
Ундольский — посёлок в Собинском районе Владимирской области России, входит в состав Копнинского сельского поселения.

## География
Посёлок расположен на севере примыкает к городу Лакинск, в 8 км на северо-запад от райцентра города Собинка.

## История
После Великой Отечественной войны посёлок входил в состав Копнинского сельсовета, с 2005 года — в составе Копнинского сельского поселения.

## Население
| 2002 | 2010 | 2021 |
| ---- | ---- | ---- |
| 437  | ↘409 | ↗425 |